# Rue Zadkine
Rue Zadkine é uma rua comercial no 13.º arrondissement de Paris, denominada em memória do escultor de ascendência russa Ossip Zadkine. Vai da Rue Baudoin até a Rue Duchefdelaville. Tem um comprimento de aproximadamente 90 m, com largura variando de 15 a 25 m.
As estações mais próximas do metrô são: 
- Estação Chevaleret (aproximadamente 300 m)
- Estação Bibliothèque François-Mitterrand (aproximadamente 400 m).

Está a aproximadamente 1 km dos seguintes lugares notáveis:
- Biblioteca Nacional da França;
- Pont de Bercy;
- Pont de Tolbiac.